# Conjunto das cinco fontes de Caneças

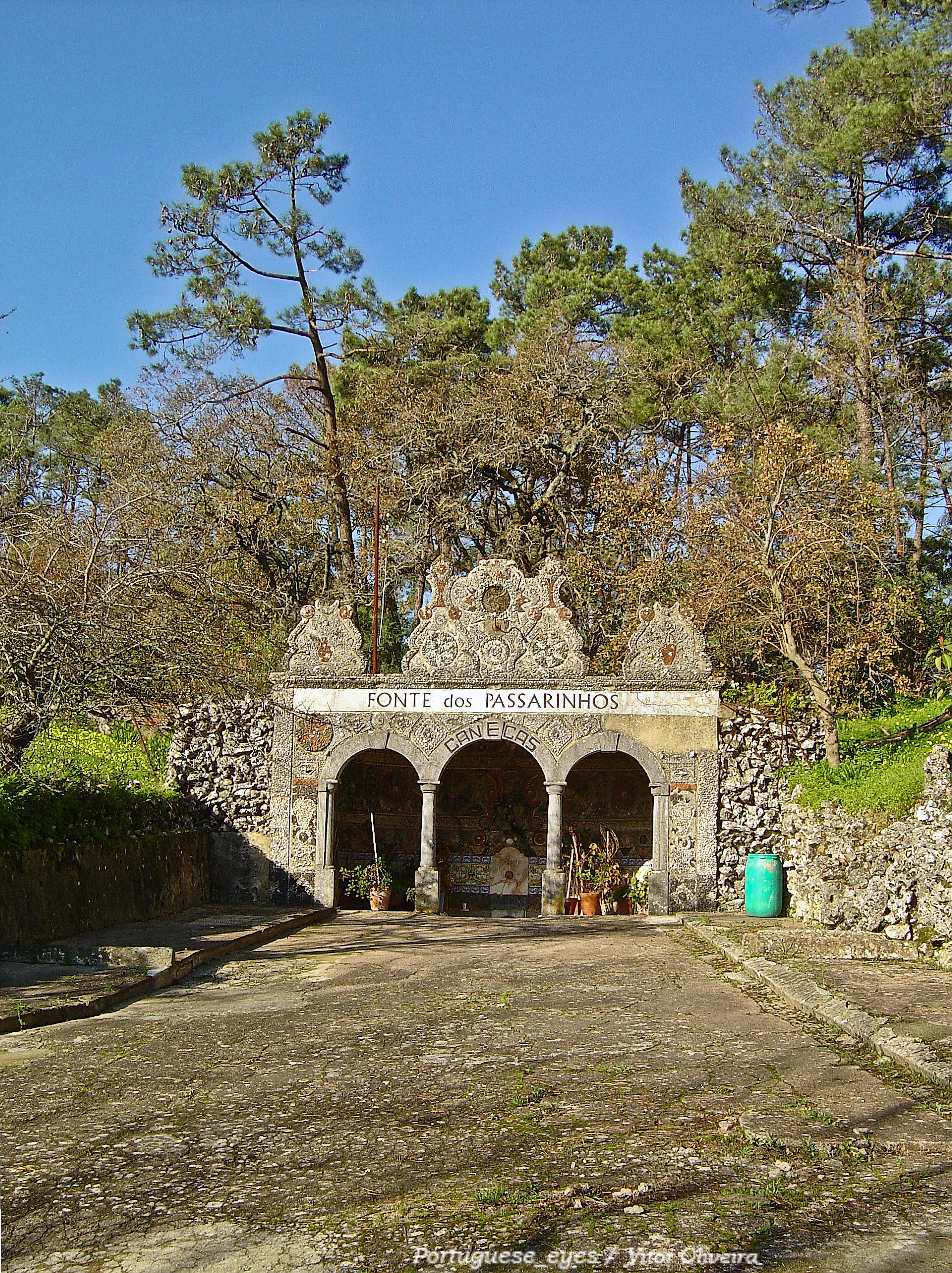
Fonte dos Passarinhos - Caneças

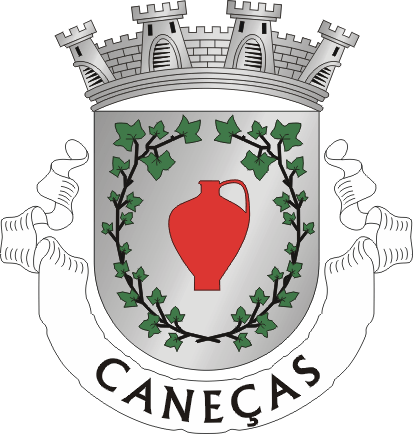
O brasão de Caneças perpetua a memória da importância da água

As cinco Fontes de Caneças são um conjunto de fontes situadas na parte norte da vila de Caneças, Município de Odivelas:
- Fonte das Fontainhas
- Fonte das Piçarras ou Fonte de Santo António,[1]
- Fonte de Castelo de Vide
- Fonte dos Passarinhos[2]
- Fonte dos Castanheiros

As cinco fontes estão classificadas como Imóveis de Interesse Municipal por deliberação camarária de 8 de Setembro de 2004.

## História
A crónica falta de água de que sofria a cidade de Lisboa até meados do século XIX, e que a construção do Aqueduto das Águas Livres não resolveu totalmente, quer a nível de quantidade quer a nível de qualidade, fez com que as classes mais abastadas recorressem a aguadeiros que os abasteciam com água de melhor qualidade.
Segundo parecer de 1842 da Sociedade Farmacêutica Lusitana as águas de Caneças eram límpidas, incolores, inodoras, de sabor férreo, sendo recomendadas como tónicas e reconstituintes.
As águas de Caneças que não haviam sido encaminhadas para os aquedutos subsidiários do Aqueduto das Águas Livres foram encaminhadas para fontes, cuja exploração comercial se iniciou em 1910 nas Fontainhas.
No século XX, com uma série de licenciamento nos anos 1930, desenvolveu-se em Caneças uma indústria de águas de mesa de uma certa importância económica. A água era vendida em Lisboa em bilhas de barro da região saloia. A água sobrante era utilizada na actividade agrícola ou para a lavagem de roupa – outra actividade económica tradicional da região saloia.
A partir da década de 1940, com a generalização do abastecimento de água canalizada nas casas particulares e a concorrência das águas minerais, como a Água de Luso, as águas de Caneças entraram em declínio. Na década de 1960 ainda eram vendidas em Lisboa nas tradicionais bilhas de barro.